# High Society Band
High Society Band (także High Society) – polski zespół muzyczny wykonujący jazz tradycyjny. Powstał w styczniu 1967 roku w Gliwicach pod patronatem Stowarzyszenia Muzycznego Śląski Jazz Club.

## Historia
Zespół  High Society powstał w styczniu 1967 roku z inicjatywy trębacza Ryszarda „Tupcio” Kwaśniewskiego, na bazie kwintetu o nazwie „GWAREK  64”,  grającego muzykę  jazzowo  taneczną  w klubie  Zrzeszenia Studentów Polskich  Politechniki Śląskiej  GWAREK w Gliwicach. Nazwę  „High Society”  przyjął  od tytułu utworu kompozytora Portera  Steele'a, który jako pierwszy znalazł się w repertuarze zespołu.    
Pierwszy skład  założycielski stanowili muzycy:     
- Zdzisław  Sebzda - fortepian
- Marian  Bażyński -  banjo
- Mieczysław  „Mikołaj” Osiadły - kontrabas, gitara basowa
- Krzysztof  Rzucidło - perkusja
- Witold  Wertel -  klarnet, saksofony - tenor, sopran
- Ryszard  „Tupcio”  Kwaśniewski - trąbka
- Andrzej  „Punio”  Śmietański - puzon

Pierwszych pięciu muzyków z powyższego składu tworzyło zespół „Gwarek 64”
Już w kwietniu 1967 roku wziął udział w Studenckim Festiwalu Jazzowym Jazz nad Odrą we Wrocławiu, na którym zdobył II nagrodę. Na tym samym festiwalu zdobył też II nagrodę w 1968 roku. Jesienią 1968 roku następują zmiany personalne  w zespole. Liderem zespołu zostaje  sopranista  Witold Wertel, a funkcję menedżera zespołu przyjmuje basista  Mieczysław  „Mikołaj” Osiadły.
Nowy skład zespołu po zmianach:
- Witold  Wertel - saksofon sopranowy, lider zespołu, kompozycja, aranżacja,
- Ryszard  „Tupcio”  Kwaśniewski - trąbka,
- Andrzej  „Punio”  Śmietański - puzon,
- Leszek  Furman -  fortepian, kompozycja, aranżacja,
- Mieczysław  „Mikołaj” Osiadły - gitara basowa, menedżer,
- Jan  Piecha - banjo,
- Krzysztof  Rzucidło - perkusja.

W nowym składzie personalnym zespół High Society Band  w marcu 1969 roku na Festiwalu „Jazz nad Odrą 69” we Wrocławiu zdobywa  I – nagrodę  w kategorii zespołów jazzu tradycyjnego, a jesienią 1969 bierze udział w Międzynarodowym Festiwalu Jazzowym  „Jazz
Jamboree 69”  w Warszawie.  W roku 1969 zespół wydał również  swą pierwszą płytę długogrającą (w serii Polish Jazz). Wkrótce (1971) został uznany za najlepszy polski zespół jazzu tradycyjnego, jak również zdobył nagrodę główną w warszawskim Konkursie Jazzu Tradycyjnego Złota Tarka w 1971 roku. W 1972 zdobył też srebrny medal oraz tytuł zespołu ekstraklasy na skalę europejską na czechosłowackim Festiwalu Jazzowym w Przerowie.
High Society Band występował w wielu krajach Europy (Bułgaria, Czechosłowacja, NRD, RFN, Wielka Brytania). Z powodzeniem brał udział w licznych imprezach muzycznych (m.in. FAMA w Świnoujściu 1968, Międzynarodowy Festiwalu Muzyki Jazzowej Jazz Jamboree w Warszawie 1969, Jazz Jantar, Zaduszki Jazzowe, Międzynarodowy Festiwal Dixielandowy w Dreźnie, 1973).
Z zespołem współpracowali m.in. Lothar Dziwoki, Jan Piecha i Ryszard Seredyński.
Wprowadzony w grudniu 1981 roku w Polsce stan wojenny spowodował zawieszenie działalności zespołu. W roku 1983 podjęto próbę reaktywacji. Grupa działała jeszcze przez dwa lata. W 1985 roku High Society Band oficjalnie zakończył działalność.

## Muzycy
Muzycy zespołu High Society Band  - skład podstawowy w latach 1967 – 1985:
fortepian:                                              
- Zdzisław Sebzda - 1967, 1968
- Leszek Furman - od 1968 do 1985

banjo:
- Marian Bażyński - do 1967 do 1968 oraz od 1974 do 1985
- Jan Piecha - 1968, 1969
- Bolesław Szczawiński - od 1970 do 1973

gitara basowa:                                               
- Mieczysław „Mikołaj” Osiadły – od 1967 do 1985

perkusja:                                               
- Krzysztof Rzucidło - od 1967 do 1969
- Ryszard Seredyński - od 1970 do 1974
- Janusz Orzechowski - od 1975 do 1981

saksofon sopranowy:                                           
- Witold Wertel - od 1967 do 1981

trąbka:                                                   
- Ryszard „Tupcio” Kwaśniewski - od 1967 do 1983

puzon:                                                   
- Andrzej „Punio”  Śmietański - od 1967 do 1972 i od 1978 do 1985
- Lothar Dziwoki - od 1972 do 1973
- Adam  Góralczyk - od 1973 do 1977

Muzycy grający w zespole High Society Band w zastępstwie (okazyjnie):
- Jan Kwaśnicki - fortepian,
- Wiktor Zydroń - banjo,
- Peter Karbaum - banjo,
- Jan Cichy – gitara basowa,
- Czesław Szymański - perkusja,
- Tadeusz Osiadły – perkusja,
- Włodzimierz Zuterek – trąbka,
- Roman Syrek – puzon,
- Ryszard Tyka – puzon,

Muzycy tworzący High Society Band w okresie reaktywacji zespołu w latach 1983 -1985:
- Leszek Furman – fortepian,
- Marian Bażyński – banjo,
- Mieczysław „Mikołaj" Osiadły – gitara basowa,
- Tadeusz Osiadły – perkusja,
- Wiesław Oleś – klarnet, sasksofon sopranowy,
- Damian Bernadzki – saksofon sopranowy,
- Ryszard „Tupcio" Kwaśniewski – trąbka,
- Piotr Pustolka – trąbka,
- Andrzej „Punio" Śmietański – puzon,

## Osiągnięcia
- 1967 r. - II nagroda w kategorii zespołów  jazzu tradycyjnego na Festiwalu „Jazz  nad Odrą" we Wrocławiu.
- 1968 r. - II nagroda w kategorii zespołów  jazzu tradycyjnego na Festiwalu „Jazz  nad Odrą" we Wrocławiu.
- 1969 r. - I nagroda  w kategorii zespołów  jazzu tradycyjnego na Festiwalu „Jazz  nad  Odrą" we Wrocławiu.
- 1969 r. - Wielka Nagroda – najwyższe trofeum w Konkursie Zespołów i Wokalistów Jazzowych na 4 Festiwalu Kultury Studentów w Krakowie.
- 1969 r. - Udział w Międzynarodowym  Festiwalu Jazzowym „Jazz  Jamboree  69" w Warszawie.
- 1969 r.- nagranie płyty długogrającej z serii „Polish Jazz"
- 1970 r. - Rada  Naczelna Zrzeszenia Studentów Polskich w uznaniu dotychczasowych zasług przyznaje zespołowi „Złotą  Odznakę  ZSP"
- 1971 r. - w  Konkursie Zespołów Jazzu Tradycyjnego „Złota Tarka" zespół zostaje uznany za najlepszy  zespół jazzu tradycyjnego roku 1971 i otrzymuje nagrodę Ministra  Kultury i  Sztuki oraz  „Złotą  Tarkę"
- 1972 r. - na  Festiwalu  Jazzowym  w  Prerov  (Czechosłowacja) zespół zdobywa Srebrny Medal i tytuł  Zespołu Klasy Europejskiej.
- 1972 r. - nagranie, wraz z innymi polskimi zespołami, kolejnej płyty długogrającej z serii Polish  Jazz poświęconej pamięci Louisa Armstronga pod tytułem „Tribute to Armstrong"
- 1973 r. - udział w Międzynarodowym Festiwalu Jazzu Tradycyjnego w Dreźnie - NRD
- 1975 r. - nagranie płyty długogrającej pod tytułem High Society Band – Polish  Jazz, w studio nagrań w  Kolonii  -  RFN.

## Dyskografia
- 1969 - High Society: Polish Jazz vol. 18 (LP)
- 1972 - Tribute to Armstrong (LP) - składanka

1973(?) - "Polish Jazz" High Society Band, nagrana i wydana w RFN, nr. 2593, label niepodany, vinyl 10 utworów, w składzie: Wertel, Bażyński, Osiadły, Furman, Orzechowski, Kwaśniewski, Góralczyk.